# Georg von Oettingen
Georg Philipp von Oettingen, född den 10 november 1824 i Wissust, död den 16 februari 1916, var en balttysk läkare och oftalmolog, bror till teologen Alexander von Oettingen och fysikern Arthur von Oettingen.
1848 blev han medicine doktor vid universitetet i Dorpat och var sedan fram till 1853 läkare vid sjukhuset i Riga. Han praktiserade sedan medicin in Sankt Petersburg, men återvände redan 1854 till Dorpat, där han 1856 blev chef för universitetssjukhuset. 1857 utnämndes han till professor i kirurgi och 1871 blev han professor i oftalmologi.
Från 1859 till 1866 var han vicerektor vid universitetet i Dorpat, blev sistnämnda år dekanus i medicinska fakulteten och tjänstgjorde som universitetets rektor från 1868 till 1876. Oettingen är känd för att ha utfört den första beskrivningen av amyloid degeneration av ögats conjunctiva.